# Monodelphis ronaldi
Monodelphis ronaldi är ett däggdjur i släktet pungnäbbmöss som förekommer i Sydamerika.
Arten är bara känd från nationalparken Manu i östra Peru men det antas att utbredningsområdet är större. Regionen ligger i låglandet och är täckt av regnskog. Monodelphis ronaldi vistas främst på marken.
Djuret liknar Monodelphis adusta i utseende och når en kroppslängd av 21 cm (inklusive svans). Pälsen är enhetlig brun utan röda skuggor.